# Октавин
Окта́вин — село в Україні, у Зимнівській сільській територіальній громаді Володимирського району Волинської області.
Постійне населення відсутнє. 
В селі доступні такі телеканали: УТ-1, 1+1, Інтер, СТБ, Обласне телебачення.
Село не газифіковане. Дороги до села немає. Відстань до автомагістралі 3 км. Наявне постійне транспортне сполучення з районним центром.

## Історія
Село Октавин засноване у 1820 році[джерело?].
У 1906 році село Микулицької волості Володимир-Волинського повіту Волинської губернії. Відстань від повітового міста 10 верст, від волості 20. Дворів 49, мешканців 374.
У 1941 році було до 80 дворів, з них дві сім'ї українців. Всі поляки виїхали за Буг, жоден поляк не загинув.
У серпні 2015 року село увійшло до складу новоствореної Зимнівської сільської громади.
12 червня 2020 року, відповідно до розпорядження Кабінету Міністрів України № 708-р «Про визначення адміністративних центрів та затвердження територій територіальних громад Волинської області», увійшло до складу Зимнівської сільської територіальної громади.
19 липня 2020 року, в результаті адміністративно-територіальної реформи та ліквідації  Володимир-Волинського району(1940—2020), село увійшло до новоутвореного Володимир-Волинського району (від 18 липня 2022 Володимирського).

## Населення
Згідно з переписом УРСР 1989 року чисельність наявного населення села становила 8 осіб, з яких 3 чоловіки та 5 жінок.
За переписом населення України 2001 року в селі мешкали 4 особи. 100 % населення вказало своєю рідною мовою українську мову.
У травні 2020 року стало відомо про смерть останнього жителя села Октавин[джерело?].